# Мазовшани
Мазовшани (пол. Mazowszanie) — західнослов'янське лехітське плем'я, яке взяло участь у формуванні польського етносу. У IX — XI ст. населяли територію теперішньої Мазовії, історичної області над середньою течією Вісли та над нижньою течією Нарва й Західного Бугу.

## Історія
Перші згадки про мазовшан зустрічаються у Нестора Літописця в XI столітті. Згадується плем'я також Галлом Анонімом. Спочатку вони проживали в околицях сучасних польських міст Плоцьк, Ломжа, Візна, Черськ, Цеханув, Плонськ, Закрочим, Груєць.
На заході сусідами мазовшан були поляни і куявяни, на півдні — лендзяни і вісляни, на півночі і північному сході — балтійські племена пруссів і ятвягів, на сході — східнослов'янське плем'я волинян. Можливо, у генезі мазовшан брали участь балти.
До IX століття мазовшанами була повністю заселена Мазовецька низовина, з XIV століття їх колонізаційні потоки рухаються в північному (на територію вниз за течією Вісли і в Мазурське поозер'я), східному (на Підляшші) і південному (у район Радомської пущі) напрямках. Процес розселення мазовшан супроводжувався асиміляцією і витісненням місцевого балтійського населення.
Мазовшани пізніше інших племен влилися до складу польської нації, тривалий час Мазовецьке князівство зберігало самостійність, і тільки у 1526 році Мазовія остаточно опинилася під владою польських королів.